# Gens Aliena
La gens Aliena era una gens plebea romana presente durante la Repubblica. Il nomen Aliena può essere derivato dall'aggettivo latino alienus, "straniero". Fu utilizzato anche come cognomen personale nella  
gens etrusca dei Caecina. Gli Alienii erano presente a Roma da molto tempo, ma non sembra mai essere stata una gens particolarmente grande o importante.

## Itria nominausati dalla gens
I praenomina utilizzati dalla gens furono Aulus e Lucius.

## Membri illustri della gens
- Lucio Alieno (Lucius Alienus): vissuto nel V secolo a.C., fu edile nel 454 a.C.;
- Aulo Alieno (Aulus Alienus): vissuto nel I secolo a.C., fu pretore della Sicilia nel 49 a.C. e proconsole dell'Africa sotto Giulio Cesare;
- Aulo Alieno (Aulus Alienus): vissuto nel I secolo a.C., fu inviato da Publio Cornelio Dolabella in Egitto, per prelevare le quattro legioni di stanza in quel regno, nel 49 a.C..